# 杖

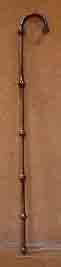
杖

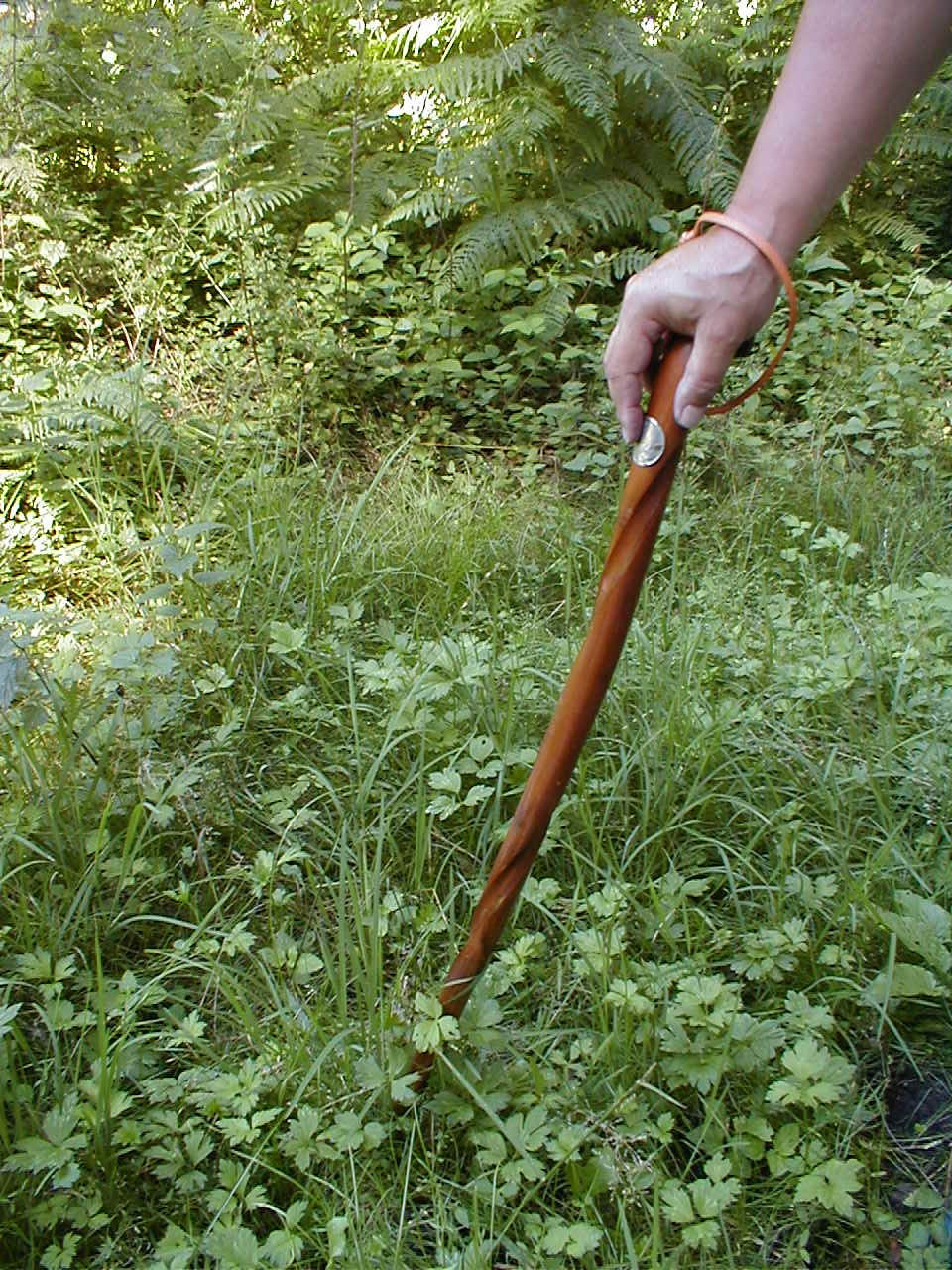

杖（つえ）は、体を支え、歩行の助けとするために用いられる細長くまっすぐな、手で持つのに適した道具。長くて自分の腰の高さ程度のもので、木製、竹製である場合が多い。稀に象牙や金属で作られることもある。杖は権威の象徴とされたほか、蛇や獣を追い払う道具さらに武器としても使われた。また、白杖は視覚障害者の安全の確保のためにも用いられる。

## 歴史
杖の歴史は古く文字で記録されるより前から存在した道具である。古来、足腰が弱った人や巡礼など長距離の歩行に用いられた。
古代エジプト、古代ギリシャ、古代ローマの神々の絵には様々な杖が描かれている。また、杖は御神木から加工したり、神の装飾を施すなど神聖視されたほか、権威の象徴でもあった。

### 西洋

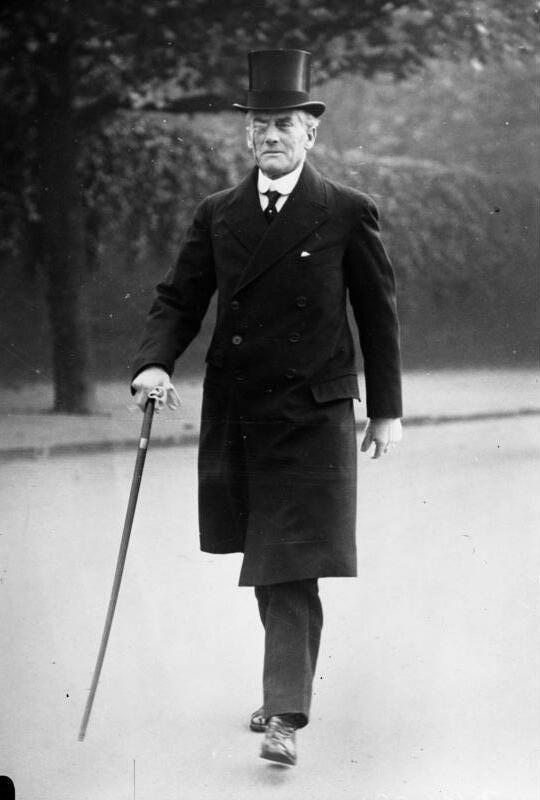
1924年のイギリス

ヨーロッパでは杖の文化が発達し、権威の象徴として戴冠式などの国家的儀式に使用されるほか日常生活にも定着している。
なお、英語におけるワンド(wand)は魔術などとのかかわりで伝説や物語に登場することが多いが、元来は農具だったといわれる。
古いタロットカードの図柄に、杯、硬貨、剣と並んで杖がモチーフとして使われているが、それぞれに聖職者、商人、騎士、農夫を意味している。杖は、農夫の道具で、これで畑の土を掘り起こしていた。この杖、ワンドと呼ぶものは、現在のトランプでは「クラブ」（クローバとも）に取って代られた。

### 日本
日本では明治から大正時代にステッキが大流行した。昭和初期には若者がステッキを携帯することもあった。しかし、戦時期になりステッキを持つ人は激減し、戦後の高度経済成長期には合理性や利便性が重視されステッキは専ら実用目的のものとみられるようになった。

## 象徴

### 権威
国賓や皇族などを外国から招いたときに、儀仗隊の閲兵（栄誉礼受礼）などが行われるが、部隊を統率する士官が、象徴的な杖を手にして、統率する。メイス（mace、元は中世では敵のかぶとを叩き割るのに用いられた槌のこと）といわれるが、これも短い象徴的な装飾のある杖の一種で、中世のヨーロッパでは、君主や宗教的な指導者が、その権威の象徴として手にしたこともある。また、古代ローマ以来の伝統として軍司令官に授与される元帥杖も存在するが、これは一般的な杖よりさらに短いバトンである。
この杖の現代における後身のひとつは、オーケストラの指揮者のタクトである。

### 宗教

#### 仏教における杖
修行僧や、修験者が持つ杖を錫杖（しゃくじょう）という。
また四国八十八カ所などの巡礼の遍路が持つ杖を金剛杖（こんごうじょう、こんごうづえ）または遍路杖（へんろじょう）という。杖は卒塔婆の意味に加え弘法大師（空海）の身代りとの意味も持つという。札所には険しい山中にある寺もあるので実用的な登山用としての杖の機能も果たす。
また、山岳信仰のある地域では八角柱の杖が販売されている。乗鞍岳などでは土産物などとしても販売されている。

#### キリスト教における杖

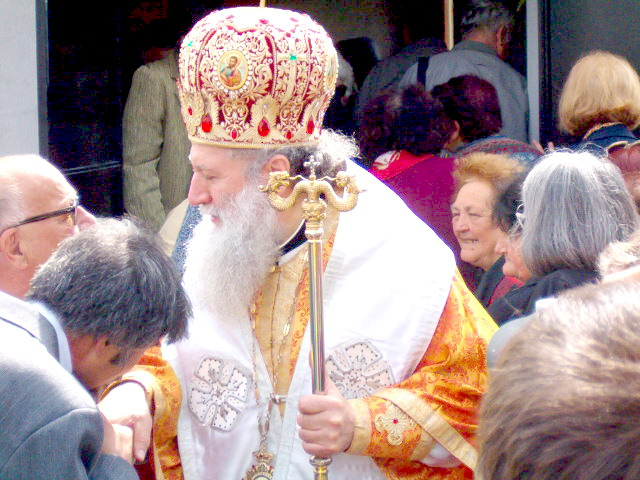
祭服を完装した状態のブルガリア正教会の主教。ミトラを被り、権杖を持っている。

キリスト教においては、高位聖職者がその位を象徴する杖を用いる。訳語の違いのみならず、形状もそれぞれ異なる。
- 正教会では主教・掌院が権杖（ジェズル）を保持する。
- カトリック教会では司教が司教杖を保持する。
- 聖公会では主教が牧杖（パストラルスタッフ）を保持する。
- プロテスタントではふつう、こうした位を象徴する杖は用いられない。

### 魔術

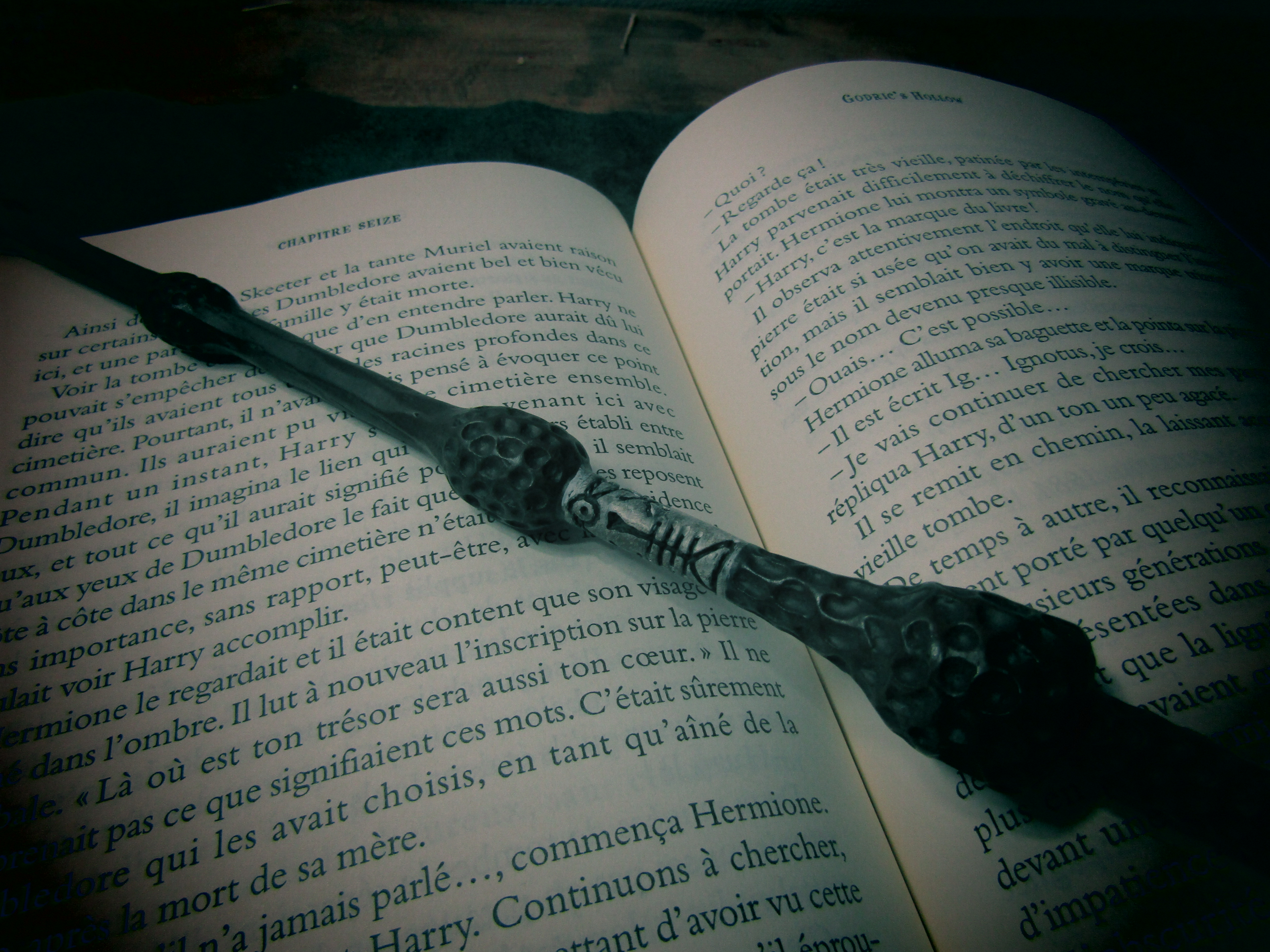
ハリーポッターの本とエルダーワンド（杖）のレプリカ

魔女や魔法使いに特有の魔法の呪文に対してより効力を持たせるための小道具として「魔法の杖」が登場することが多い。ただし、その大半はフィクション的な脚色が少なくない。所謂「杖」より短い、指揮棒程度の長さのこともある。
各種のファンタジー作品においては、魔法使いを象徴する道具のひとつとして用いられる事が多い。コンピュータゲームやテーブルトークRPGなどで複数の種類が登場する際には、形状や大きさによって「ワンド」「ロッド」「スタッフ」などに分類される場合もある。
また、魔法少女を題材とする作品においては、変身する際の魔法の道具の一種として「マジカルステッキ」が登場する。この場合には、ステッキの用例が比較的多いが、前述のようにロッドなどの用例も見られる。

## 用途

### 礼装
モーニングコートや燕尾服を着用するときは、礼装として帽子と杖をセットで用いていた。
黒檀等の黒系統の棒に純銀や象牙の握りのついたものが正式かつ主流。装飾品として望遠鏡の付いた物など手作りを生かした個性的な物が数多く存在した。

### 医療・介護

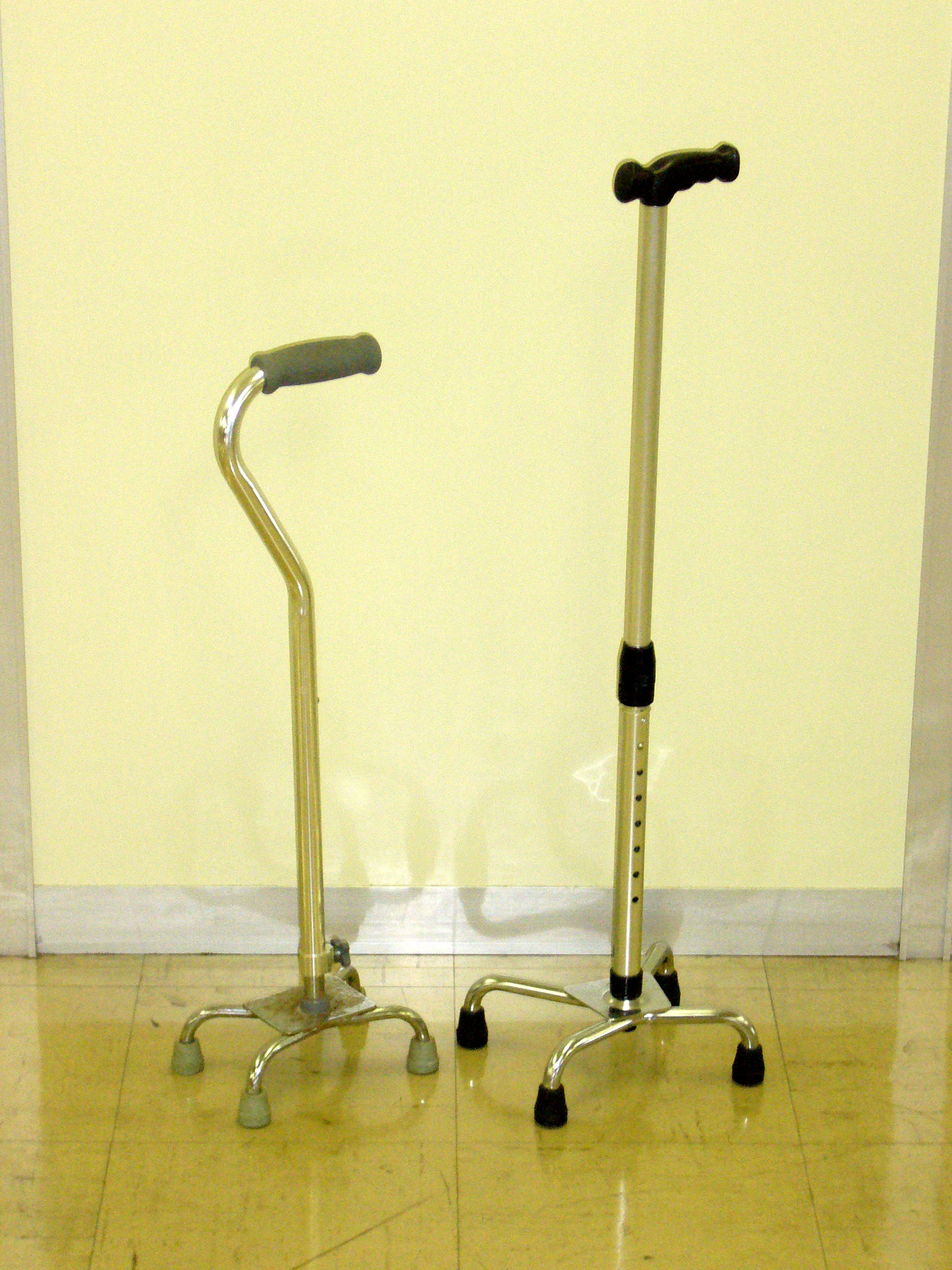
より安定性が増す四点杖

老人などが持つ歩行杖のほか、視覚障害者などが使用する白杖、医療用の松葉杖（ロフストランドクラッチも）なども杖の一種である。最近は折りたためるものも出ている。なお、接地点の数を複数にした三点杖（三点支持杖）や四点杖（四点支持杖）もある。杖に肘当てがついた杖もある。

### 登山

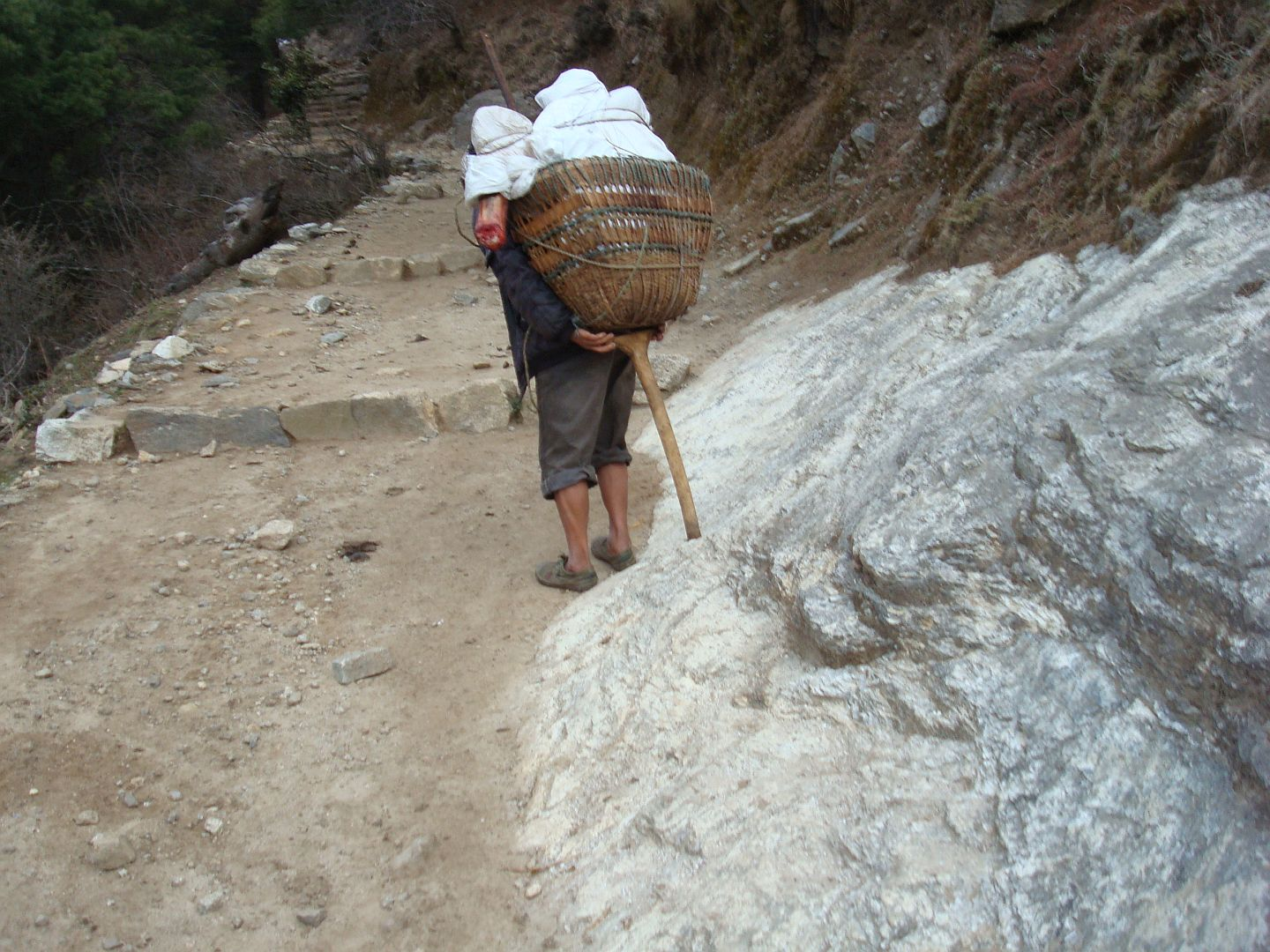
トクマと呼ばれるT字型の杖をドッコと呼ばれる背負子の下に入れ、荷物を運ぶポーターが休憩している様子

近代の登山ではピッケルを杖代わりに使用する。現代では主に伸縮機能のあるストック(登山用)が使用されている。軽登山用のストックはトレッキング・ポールと呼ばれる。荷運びをする歩荷、ポーターらは、T字型の杖（ネパールではトクマ、Tokmaと呼ばれる）を使用し、休憩時に背負った荷物の重量を逃すために背負子の下に置く。
山岳信仰での杖は#仏教における杖を参照。

### 技芸
スイングジャグリングの道具として、木製・金属製・プラスチック製の杖が用いられる場合がある。暗闇での演出効果を高めるため、杖に照明が施されることもある。この種の技芸はスタッフトワリング（Staff twirling）と呼ばれる。

### 奇術
杖はマジシャンが奇術を演じる際において、カード（トランプ）やコイン、ハンカチと並び、ポピュラーな道具として知られている。上記項目「魔女・魔術的な使用」にあるように、古来より魔法使いを表現する際には大抵の場合において杖が用いられるため、奇術の神秘性を演出するアイテムとして使用される事もある。杖は専門用語で「ケーン」と呼称される。
ばね仕掛けで突然手のひらに現れたように見せるアピーリングケーンAppearing Cane）などが発明された。
マジシャンの魔力の象徴として、その葬儀の際には、マジシャンが使用していた杖を折るブロークン・ワンド・セレモニーが行われることがある。

### 武具

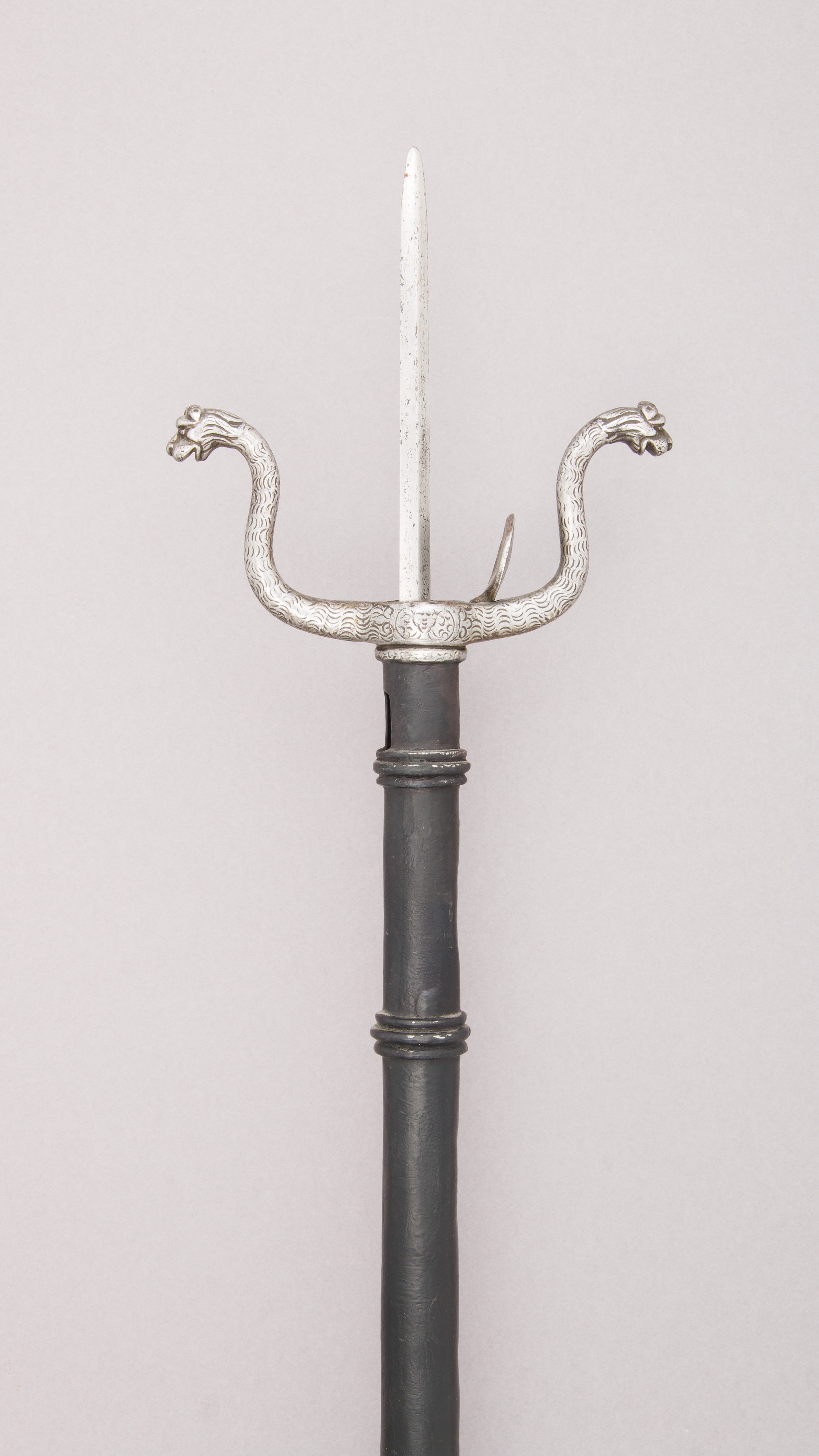
刃が飛び出す杖

棒は武術において重要なものであり、杖を用いた護身術・武術も編み出されている。杖そのものに寸鉄を帯びることがなくとも、打撃と突きが可能であることから、有効な攻撃手段としてなりうることが立証されている。

### 刑具
古代（6世紀頃から平安時代前期の遣唐使中止の頃までと推定）、杖罪（大宝律令以後は単に「杖」）と呼ばれる罪人を打つ刑罰や、拷問に用いる棒のことも、杖と称していた（刑罰に用いる場合は常行杖、拷問に用いる場合は訊杖（じんじょう）といった。律令の規定では、長さは3尺5寸＝約1mと定められていた）。罪人を杖で打つ拷問は、刑部省の役人の立会いのもと、背中15回・尻部15回を打つもので、罪を自白しない場合は次の拷問まで20日以上の間隔をおき、合計200回以下とする条件で行っていた（ただし謀反など、国家にかかわる犯罪に加担していた場合は合計回数の制限はなかったと推定される）。奈良時代に橘奈良麻呂の乱で、謀反に加担していた道祖王、黄文王、大伴古麻呂、小野東人などが長時間の拷問の末、絶命したのは有名だが、他にも承和の変（伴健岑、橘逸勢らが流罪）、応天門の変などの政変でも容疑者を杖で打ち続ける拷問があったといわれる。

## 仕込み杖・仕掛け杖
杖の機能以外の機能を持った杖のことである。バイオリン、望遠鏡、ウィスキーのボトルとグラスなど様々なものがある。英語ではシステム・ケーン、ガジェット・ケーンと呼ばれる。
日本では、時代劇映画『座頭市』の主人公・市の得物である刀の仕込まれたものや、皇太子時代の昭和天皇が杖に仕込まれた散弾銃によって狙撃された虎ノ門事件が有名である。
細いフラスコを仕込んだ杖や腰掛になる杖、望遠鏡を仕込んだ杖、傘を仕込んだ杖、カメラ用一脚や三脚になるトレッキング・ポールは現在も生産されている。キャサリン・ダイクの著書 Cane Curiosa, from Gun To Gadget には、過去に生産されていた、カメラを仕込んだ杖、カメラ用三脚を仕込んだ杖、ハンガーになる杖、化粧用コンパクト・日除け用ファンなどを仕込んだ女性用の杖、ハーモニカ・リコーダーなどの楽器を仕込んだ杖、サイコロ・水鉄砲など遊具を仕込んだ杖、地図・新聞を巻き込んだ杖など、様々な機構の杖が掲載されている。
高齢者の夜間の安全を考えてLEDライトを内蔵した物や、ハイキング等で使う事を想定して方位磁石を内蔵したトレッキングポールなど合理的な組み合わせもみられる。

## 慣用句・関連する表現
- 「杖にすがる」、「転ばぬ先の杖」、頼りにするもの意味で「老後の杖とする」 というような用いられ方をする。
- ソースティン・ヴェブレンの『有閑階級の理論』では、必要もないのにこれ見よがしに手にする杖、ステッキを顕示的な消費として、無用なものに敢えて消費する例として引き合いに出された。
- 「杖とたのむ」という言い回しの場合は頼りにするものの例えとして杖という言葉を使っている。
- 頬杖は手を頬やあごに添えて自分の顔をささえること。考え事をするときや、ときに居眠りする場合に人はこの姿勢をとることがある。